# Лъжовни истории
„Лъжовни истории“ е български игрален филм (комедия) от 1977 година на режисьорката Мая Вапцарова, по сценарий на Георги Мишев. Оператор е Димко Минов. Музиката във филма е композирана от Александър Бръзицов и Кирил Цибулка.
Филмът е съставен от две самостоятелни новели, обединени от хумора на Георги Мишев.

## Сюжет
„Дуел 77“
Селски самодеен театър подготвя постановката „Румена войвода“. В главната роля е хубавата Ефросина. Партнира ѝ селският хубавец Детелин. Мъжът на Ефросина Ралчо се измъчва от ревност. По време на лов той убива голям заек и ловната дружинка, начело с Детелин, се самопоканва в дома му. Комплиментите им към домакинята засилват подозренията на съпруга. В деня на премиерата Ралчо зарежда с истински патрон пушката, с която Румена войвода убива героя на Детелин. В последния миг, уплашен от постъпката си, той изскача с вик на сцената и стреснатата Ефросина го прострелва. Ревнивецът стене у дома си, а съпругата му го превързва и жаловито го гълчи.
„5+1“
Пенсионерът бай Данчо печели голямата награда от тотото – 15 000 лв. Самотният човек няма за какво да изхарчи парите. Единствената му радост е да ходи всеки ден да пазарува при красивата продавачка Ангелина. Старецът решава да си купи една нощ с нея. Тя посреща предложенията му с насмешка, но когато сумата достига 1000 лв., решава да сподели с мъжа си. Обзет от алчност, той я увещава да поиска 5000 лв., а после да упои стария човек. Ангелина се съгласява. В уречената нощ тя отива в дома на бай Данчо. Опитът да го упои е безуспешен и тя е принудена да изтърпи унижението. Прибира се смазана, а мъжът ѝ я посреща озлобен. Скоро след това, заобиколени от завистливи съседи, съпрузите мият грижливо новата си кола .

## Състав

### Актьорски състав
- „5+1“

| Изпълнител        | Роля       |
| ----------------- | ---------- |
| Катя Паскалева    | Ангелина   |
| Петър Петров      | Дядо Данчо |
| Иван Григоров     | Начо       |
| Антон Карастоянов |            |
| Димитър Бочев     | аптекарят  |
| Надя Савова       |            |
| Любомир Димов     |            |
| Румяна Първанова  |            |
| Стефан Кедев      |            |

### Творчески и технически екип
| Сценарий                | Георги Мишев                                                        |
| Режисьор                | Мая Вапцарова                                                       |
| Оператор                | Димко Минов                                                         |
| Художник                | Белин Белев                                                         |
| Редактор                | Боян Папазов                                                        |
| Костюми                 | Елена Демякова                                                      |
| Музика                  | Кирил Цибулка                                                       |
| Звук                    | Маргарита Маринова                                                  |
| Монтаж                  | Веселина Гешева Здравка Христова                                    |
| Втори режисьор          | Киркор Хугасян                                                      |
| Асистент-режисьори      | Екатерина Петрова Димитър Георгиев                                  |
| Втори оператор          | Венцислав Иванов                                                    |
| Асистент-оператор       | Илия Вучков                                                         |
| Организатор             | Никола Николов                                                      |
| Грим                    | Станимира Нешева                                                    |
| Фотограф                | Младен Чавдаров                                                     |
| Художествен ръководител | Иван Ничев                                                          |
| Директор                | Христо Йоцов                                                        |
| Distributed by          | БЪЛГАРСКА КИНЕМАТОГРАФИЯ Студия за игрални филми /Copyright © 1977/ |

- „Дуел 77“

### Актьорски състав
| В ролите:                    |          |
| Изпълнител                   | Роля     |
| ---------------------------- | -------- |
| Заслужил артист Антон Горчев | Детелин  |
| Велико Стоянов               | Ралчо    |
| Лиляна Ковачева              | Ефросина |
| Сотир Майноловски            | Мито     |
| В епизодите:                 |          |
| Аспарух Сариев               |          |
| Продан Нончев                | Гошо     |
| Тодор Савчев                 |          |
| Юрий Георгиев                |          |

### Творчески и технически екип
| Сценарий           | Георги Мишев                                                                                   |
| Режисьор           | Мая Вапцарова                                                                                  |
| Оператор           | Димко Минов                                                                                    |
| Художник           | Искра Личева                                                                                   |
| Музика             | Александър Бръзицов                                                                            |
| Редактор           | Боян Папазов                                                                                   |
| Звук               | Лиляна Кужел                                                                                   |
| Тонтехник          | Славчо Илиев                                                                                   |
| Монтаж             | Ани Радичева                                                                                   |
| Втори режисьор     | Димитрия Василева                                                                              |
| Асистент-режисьори | Катя Петрова Славчо Игнатов Иванка Хлебарова                                                   |
| Втори оператор     | Стоян Миланов                                                                                  |
| Камерен техник     | Тошко Каменов                                                                                  |
| Фотограф           | Николай Господинов                                                                             |
| Осветление         | Асен Велчев                                                                                    |
| Грим               | Нина Воденичарова                                                                              |
| Гардероб           | Светлана Иванова                                                                               |
| Реквизит           | Йордан Георгиев                                                                                |
| Организатор        | Дончо Кънчев                                                                                   |
| Директор           | Стефан Василев                                                                                 |
| Distributed by     | БЪЛГАРСКА КИНЕМАТОГРАФИЯ Студия за игрални филми Творчески колектив „ХЕМУС“ /Copyright © 1977/ |

## Награди
за новелата „5+1“
- „I награда“ и златен медал на Международния фестивал в (Манхайм, ГФР, 1976)
- „I награда“ на католическото жури на Международния фестивал в (Манхайм, ГФР, 1976)